# Club Puebla 2015-2016

## Rosa 2015-2016
| N. |                      | Ruolo | Calciatore           |
| -- | -------------------- | ----- | -------------------- |
| 1  | Messico (bandiera)   | P     | Fabián Villaseñor    |
| 2  | Uruguay (bandiera)   | D     | Robert Herrera       |
| 3  | Messico (bandiera)   | D     | Carlos Gutiérrez     |
| 8  | Messico (bandiera)   | C     | Luis Robles          |
| 10 | Messico (bandiera)   | C     | Christian Bermúdez   |
| 11 | Argentina (bandiera) | A     | Matías Alustiza      |
| 12 | Messico (bandiera)   | D     | Óscar Rojas          |
| 14 | Messico (bandiera)   | D     | Emilio Yamín         |
| 15 | Messico (bandiera)   | C     | Alfredo Juraidini    |
| 16 | Messico (bandiera)   | C     | David Toledo         |
| 17 | Argentina (bandiera) | P     | Cristian Campestrini |
| 19 | Messico (bandiera)   | C     | Flavio Santos        |
| 21 | Uruguay (bandiera)   | D     | Ramón Arias          |
| 22 | Messico (bandiera)   | D     | Patricio Araujo      |
| 24 | Messico (bandiera)   | D     | Sergio Pérez         |

| N. |                        | Ruolo | Calciatore       |
| -- | ---------------------- | ----- | ---------------- |
| 25 | Messico (bandiera)     | C     | Juan Pablo Fassi |
| 26 | Messico (bandiera)     | D     | Roberto Juárez   |
| 27 | Messico (bandiera)     | C     | Alberto Acosta   |
| 28 | Messico (bandiera)     | C     | Francisco Torres |
| 30 | Stati Uniti (bandiera) | P     | Austin Guerrero  |
| —  | Messico (bandiera)     | D     | Edgar Dueñas     |
| —  | Argentina (bandiera)   | C     | Mauro Cejas      |
| —  | Messico (bandiera)     | C     | Carlos Orrantia  |
| —  | Messico (bandiera)     | C     | Christian Valdéz |
| —  | Messico (bandiera)     | C     | Sergio Ceballos  |
| —  | Argentina (bandiera)   | C     | Damián Escudero  |
| —  | Messico (bandiera)     | A     | Jerónimo Amione  |
| —  | Messico (bandiera)     | A     | Eduardo Pérez    |
| —  | Uruguay (bandiera)     | A     | Álvaro Navarro   |